# 米飯

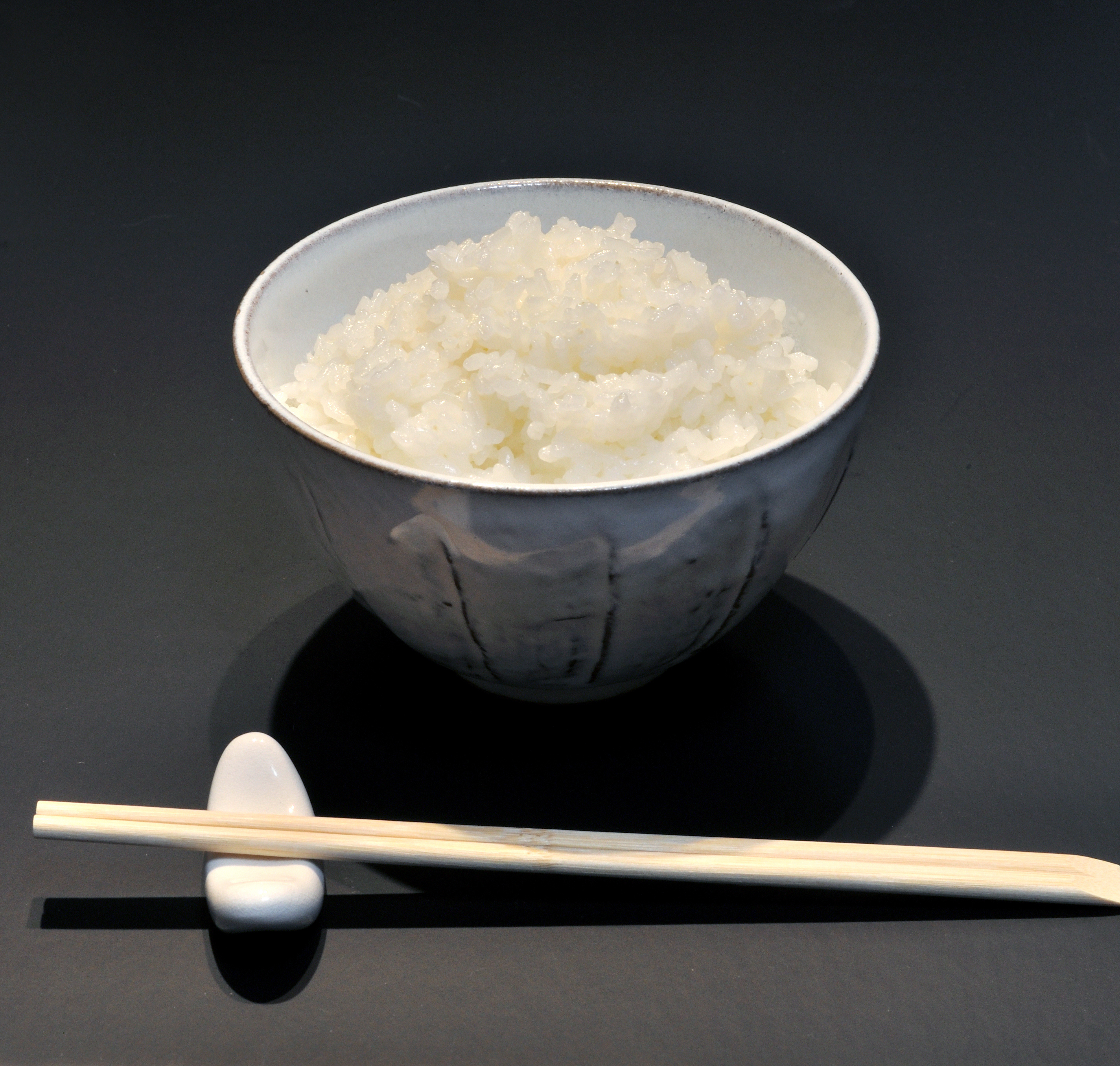
一大碗米飯

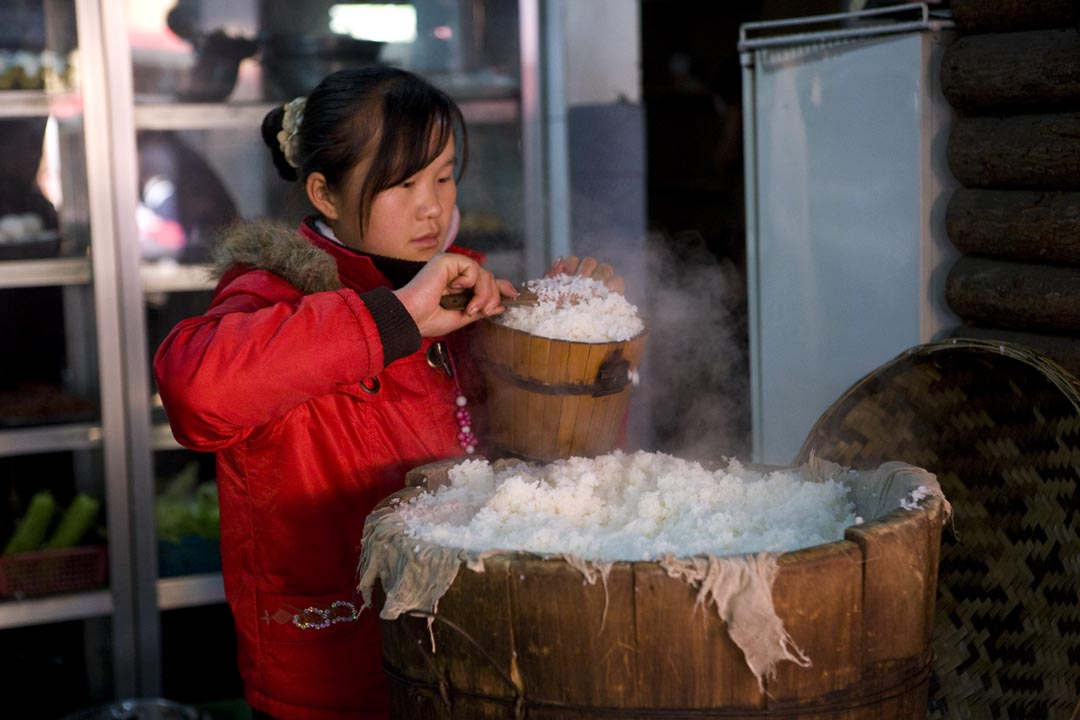
路邊白飯攤

米飯（cooked rice）簡稱飯，是一種將稻米用煮、蒸、炒等烹飪方法製成的食物，分別稱為煮飯（boiled rice）、蒸飯（steamed rice）、炒飯（fried rice）等。米飯是中国、臺灣、日本、朝鲜半岛、泰國、馬來西亞、印度等亞洲國家最主要的糧食。最常見的米飯製法是煮，為一杯米加一杯到一杯半的水（米、水體積比為1:1至1:1.5，越多的水將使米飯的口感越軟爛），煮出來的米適當的膨脹，裡面全熟即成。
米飯的面世，可追溯至粥。由於烹煮粥水控制水量的要求比米飯低，上古的苗瑤民眾後來慢慢掌握不同水量時的烹煮效果，就發展出較飽滿的米飯。現代由於打磨穀粒的技術比古代越趨先進，因此民眾食用的米飯也漸漸由粗硬難吃的糙米改為口感軟糯的白米，但已失去存於糙米表面即穀糠的各種營養，雖然幾乎只剩下澱粉質等糖分，不過身為主食以增加飽足感為第一優先，其餘養份可由配菜解決。

## 料理
其烹調方法五花八門。以下是其中一些最主要的例子：
- 泡饭：饭煮好后加湯（魚湯或肉湯）再煮滾。看起來有些像粥，但米沒有膨脹得那麼大。
- 燴飯：乾飯煮好以後，淋上以太白粉勾芡的醬汁。如牛肉燴飯、豬肉燴飯或雞肉燴飯；淋上咖哩醬汁的就叫做咖哩燴飯。燴飯亦常見於香港。
- 炒饭：把煮好的饭和蛋、蔬菜、肉、海鲜等食材一块翻炒，可說是國際化的米料理，幾乎世界各地的華人餐館都有賣炒飯，在中國最著名的有扬州炒饭。
- 手抓饭：中亚和阿拉伯地区常用胡萝卜、葱头和羊肉加米和水一起焖饭，熟后淋上羊油翻炒食用，就叫做手抓飯。
- 盖浇饭：中国南方常在米饭上浇上菜和菜汁一起食用，称作盖浇饭，浇在饭上的菜和菜汁称为浇头。
- 拌飯：朝鮮半島的料理之一，將各式蔬菜、肉類、雞蛋和辣椒醬放在白飯上攪拌食用，除了用鐵鍋外，還有用金屬碗裝的全州拌飯。
- 壽司：是日本家常食物，發源於東南亞一帶，其特色是一口一件。用醋調味的饭、海苔將生魚片或清淡的食材捲起後切塊或是放上手指長度的飯團上，由於日本是島嶼國家，亦多以生魚片為配搭。亦有手卷的作法。
- 飯糰：在日本、台灣等地普遍的方便食品，以飯包裹食材成團狀，餡料亦千變萬化。由於便於製作，亦流行作便當。
- 粢飯：中国江南地区早餐食品，亦流行於香港，由飯糰演變而成，以糯米為主，亦有摻其他米。通常會夾上油條、肉鬆和榨菜，亦有以酱瓜或砂糖等作餡料，一般食用時還配上豆漿一杯或鹹豆漿一碗。
- 粢飯糕：油炸食品，將米飯煮熟，再壓至方狀冷卻然後油炸而成。[2]
- 蒸飯：把米飯以蒸的方式煮熟。
- 盅頭飯：蒸飯的一種，也是廣東點心的一種，以燉盅把飯和配菜放在一起蒸。
- 焗飯：常見於香港，在蔬菜肉類或海鮮的蛋炒飯面舖上芡汁（通常會加上芝士）焗製而成。
- 煲仔飯：起源於廣東，大多在冬天寒冷的日子（在香港則繼四季火鍋後再加上四季煲仔飯了）把臘味或其他肉類海鮮和蔬菜和先浸足水的米放進小砂煲（煲仔），再用炭火燒熟而成，特色是煲仔內底層形成的香脆飯焦和加上特製的煲仔飯豉油。日本相類的稱為。
- 米漢堡：源自日本的摩斯漢堡快餐集團，是以上下兩片白米飯壓製成的軟餅取代傳統的麵包來製作的漢堡包。
- 御飯糰：原為日式點心，但因連鎖便利商店企業將其大量生量化而聞名，是以模仿三明治外形而推出的小型飯糰。
- 歐美地區民眾也有食用米飯，惟概念與亞洲地區不同：不能夠替代麵包為主食之傳統，惟時見以麵包伴食炒飯的情況，也有用牛奶煮成的稀米飯，少數可當主食的米料理則有西班牙海鮮飯、義大利燉飯和美國的洛可摩可。
- 甜點：除了主食外亦有用米食做的甜點，包括日本和菓子、朝鮮的韓菓和花煎、泰國的芒果糯米飯以及源自西亞的米布丁等等。

## 延伸阅读
[在维基数据编辑]
 《欽定古今圖書集成·經濟彙編·食貨典·飯部》，出自陈梦雷《古今圖書集成》